# Bogoljoebovo
Bogoljoebovo (Russisch: Боголюбово) is een selo (tot 2005 nederzetting met stedelijk karakter) in de Russische oblast Vladimir, gelegen op de plaats waar de Nerl uitmondt in de rivier de Kljazma, ca. 10 kilometer ten noordoosten van Vladimir. In 2002 had Bogoljoebovo 4218 inwoners.
Volgens de legende is Bogoljoebovo gesticht door prins Andrej Bogoljoebski op de plek waar hij een verschijning van Maria zag. Maria vertelde hem dat hij op deze plaats een kerk moest bouwen, en deze kerk, de kerk van Maria's bescherming en voorspraak, is dan ook het oudste gebouw van het dorp, daterend uit ca. 1158. Deze legende is later een onderwerp geworden voor de icoonschilderkunst.
Na de dood van prins Bogoljoebski in 1174 werd het dorp geplunderd door prins Gleb van Rjazan. Rond 1230 werden de fortificaties door de Mongolen vernietigd.

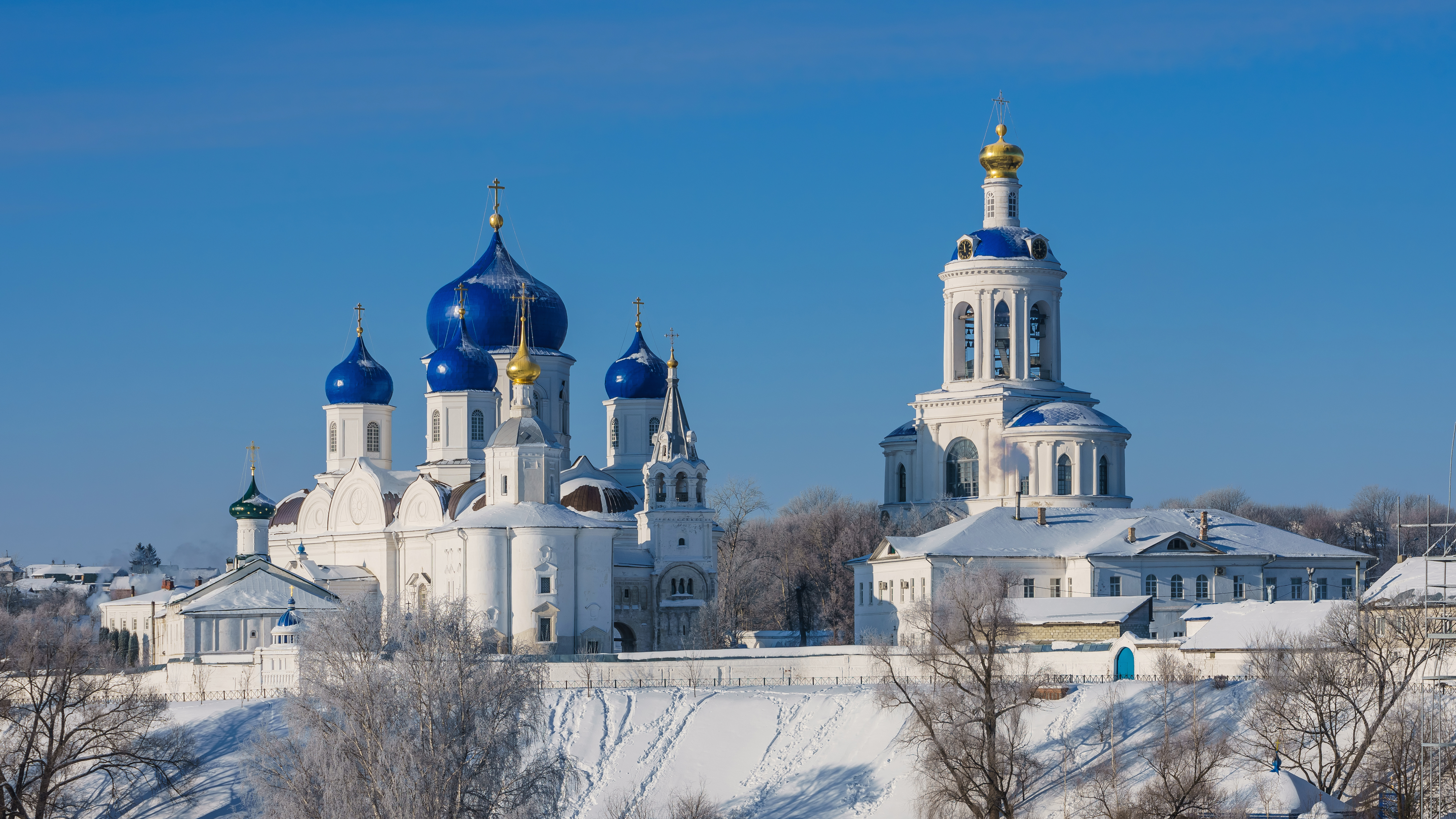
Vrouwenklooster van Bogoljoebovo

Aleksandrov · Bogoljoebovo · Gorochovets · Goes-Chroestalny · Ivanovo · Jaroslavl · Joerjev-Polski · Kaljazin · Kideksja · Kostroma · Moerom · Moskou · Oeglitsj · Palech · Pereslavl-Zalesski · Pljos · Rostov · Rybinsk · Sergiev Posad · Soezdal · Toetajev · Vladimir